# NGC 85B
NGC 85B (ook wel PGC 1382, MCG +04-02-008, ZWG 479.10 of IC 1546) is een spiraalvormig sterrenstelsel in het sterrenbeeld Andromeda. Het hemelobject ligt dicht bij een ander sterrenstelsel dat het nummer NGC 85 draagt.